# Théo Valls
Théo Valls (Nimes, Francia, 18 de diciembre de 1995) es un futbolista francés. Juega de centrocampista y su equipo es el Grenoble Foot 38 de la Ligue 2.

## Trayectoria
Formado en las inferiores del Nîmes Olympique, Valls debutó con el primer equipo del club el 23 de septiembre de 2014 contra el Châteauroux en la Ligue 2. En junio de 2020 se marchó de la entidad al finalizar su contrato. El 22 de septiembre firmó por tres años con el Servette F. C. suizo.

## Estadísticas
Actualizado al último partido disputado en la temporada 2024-25.
| Club | Div.          | Temporada     | Liga  | Liga  | Copas nacionales(1) | Copas nacionales(1) | Copas internacionales(2) | Copas internacionales(2) | Total | Total |
| Club | Div.          | Temporada     | Part. | Goles | Part.               | Goles               | Part.                    | Goles                    | Part. | Goles |
| --- | ------------- | ------------- | ----- | ----- | ------------------- | ------------------- | ------------------------ | ------------------------ | ----- | ----- |
| Nîmes Olympique "II" Francia | 5.ª           | 2012-13       | 2     | 0     | —                   | —                   | —                        | —                        | 2     | 0     |
| Nîmes Olympique "II" Francia | 5.ª           | 2013-14       | 9     | 1     | —                   | —                   | —                        | —                        | 9     | 1     |
| Nîmes Olympique "II" Francia | 5.ª           | 2014-15       | 21    | 1     | —                   | —                   | —                        | —                        | 21    | 1     |
| Nîmes Olympique Francia | 2.ª           | 2014-15       | 5     | 0     | 2                   | 0                   | —                        | —                        | 7     | 0     |
| Nîmes Olympique "II" Francia | 5.ª           | 2015-16       | 4     | 0     | —                   | —                   | —                        | —                        | 4     | 0     |
| Nîmes Olympique "II" Francia | Total club    | Total club    | 36    | 2     | 0                   | 0                   | 0                        | 0                        | 36    | 2     |
| Nîmes Olympique Francia | 2.ª           | 2015-16       | 22    | 0     | 3                   | 0                   | —                        | —                        | 25    | 0     |
| Nîmes Olympique Francia | 2.ª           | 2016-17       | 32    | 2     | 2                   | 0                   | —                        | —                        | 34    | 2     |
| Nîmes Olympique Francia | 2.ª           | 2017-18       | 33    | 2     | 4                   | 2                   | —                        | —                        | 37    | 4     |
| Nîmes Olympique Francia | 1.ª           | 2018-19       | 31    | 0     | 3                   | 0                   | —                        | —                        | 34    | 0     |
| Nîmes Olympique Francia | 1.ª           | 2019-20       | 23    | 1     | 1                   | 0                   | —                        | —                        | 24    | 1     |
| Nîmes Olympique Francia | Total club    | Total club    | 146   | 5     | 15                  | 2                   | 0                        | 0                        | 161   | 7     |
| Servette F. C. Suiza | 1.ª           | 2020-21       | 33    | 4     | 2                   | 0                   | —                        | —                        | 35    | 4     |
| Servette F. C. Suiza | 1.ª           | 2021-22       | 32    | 1     | 3                   | 1                   | 2                        | 0                        | 37    | 2     |
| Servette F. C. Suiza | 1.ª           | 2022-23       | 26    | 3     | 4                   | 0                   | —                        | —                        | 30    | 3     |
| Servette F. C. Suiza | Total club    | Total club    | 91    | 8     | 9                   | 1                   | 2                        | 0                        | 102   | 9     |
| Grenoble Foot 38 Francia | 2.ª           | 2023-24       | 26    | 3     | 1                   | 0                   | —                        | —                        | 27    | 3     |
| Grenoble Foot 38 Francia | 2.ª           | 2024-25       | 28    | 4     | 2                   | 1                   | —                        | —                        | 30    | 5     |
| Grenoble Foot 38 Francia | Total club    | Total club    | 54    | 7     | 3                   | 1                   | 0                        | 0                        | 57    | 8     |
| Total carrera | Total carrera | Total carrera | 327   | 22    | 27                  | 4                   | 2                        | 0                        | 356   | 26    |
| (1) Incluye datos de la Copa de Francia, Copa de la Liga de Francia y Copa de Suiza. (2) Incluye datos de la Liga Europa Conferencia de la UEFA. |               |               |       |       |                     |                     |                          |                          |       |       |